# Liste von Söhnen und Töchtern der Stadt Taschkent
Diese Liste enthält in Taschkent geborene Persönlichkeiten mit einem Artikel in der deutschsprachigen Wikipedia. Ob sie im Weiteren in Taschkent gewirkt haben, ist ohne Belang. Die Liste erhebt keinen Anspruch auf Vollständigkeit.

## 19. Jahrhundert
- Jakub Bek (1820–1877), zentralasiatischer Kriegsherr und Herrscher
- Habibullah Khan (1872–1919), afghanischer Emir (1901–1919)
- Sanschar Asfendijarow (1889–1938), kasachischer Militärarzt und Politiker
- Abdulla Qodiriy (1894–1938), usbekischer Schriftsteller
- Akmal Ikramow (1898–1938), sowjetisch-usbekischer Politiker, Generalsekretär der kommunistischen Partei der Usbekischen SSR (1929–1937)
- Lew Schwarz (1898–1962), sowjetischer Komponist

## 20. Jahrhundert

### 1901–1940
- Rina Seljonaja (1901–1991), sowjetische Theater- und Filmschauspielerin
- Nabi Gʻaniyev (1904–1953), usbekisch-sowjetischer Filmregisseur
- Georgi Selma (1906–1984), sowjetischer Fotograf und Fotokorrespondent
- Sabir Junussow (1909–1995), sowjetischer Chemiker
- Sabir Kamalow (1910–1990), sowjetisch-usbekischer Politiker
- Sergei Wonsowski (1910–1998), russisch-sowjetischer theoretischer Festkörperphysiker
- Zulfiya (1915–1996), Schriftstellerin
- Tatjana Sewrjukowa (1917–1982), sowjetische Leichtathletin
- Jewgenija Rudnizkaja (1920–2016), sowjetisch-russische Historikerin
- Sakir Muchamedschanow (1921–2012), sowjetischer Schauspieler
- Genrich Altschuller (1926–1998), russischer Ingenieur und Wissenschaftler
- Ninel Kusnezowa (1927–2010), russische Juristin, Rechtswissenschaftlerin, Kriminologin, Professorin der Lomonossow-Universität
- Swetlana Moissejewa (* 1928), sowjetische bzw. russische Architektin
- Wiktor Sarianidi (1929–2013), russischer Archäologe griechischer Abstammung
- Galina Schamrai (1931–2022), sowjetische Turnerin
- Suyima Gʻaniyeva (1932–2018), Literaturwissenschaftlerin
- Svetlana Lunina (* 1932), Archäologin
- Sobir Odilov (1932–2002), Architekt
- Wiktor Brjuchanow (1935–2021), Konstruktionsleiter und Direktor des Kernkraftwerks Tschernobyl
- Jacob Yuchtman (1935–1985), sowjetisch-US-amerikanischer Schachmeister
- Ali Chamrajew (* 1937), sowjetisch-usbekischer Regisseur
- Leonid Kolesnikow (1937–2010), sowjetischer Schwimmer
- German Timofejew (* 1937), russisch-orthodoxer Erzbischof von Wolgograd und Kamyschin
- Lydia Wolgina (* 1937), russisch-deutsche Ballerina
- Oʻtkir Sultonov (1939–2015), Premierminister Usbekistans (1995–2003)
- Gennadi Krasnizki (1940–1988), sowjetischer Fußballspieler und -trainer
- Yodgor Obid (* 1940), Dichter und Bürgerrechtsaktivist
- Roman Serych (1940–2008), russischer Bauingenieur und Hochschullehrer

### 1941–1950
- Eson Kandov (* 1941), sowjetischer Sänger und Musiker
- Alexander Gorjanin (1941–2024), russischer Schriftsteller und Publizist
- Wiktor Buchstaber (* 1943), russischer Mathematiker
- Alexander Knaifel (1943–2024), russisch-usbekischer Cellist und Komponist
- Rashid Sunyaev (* 1943), russischer Astrophysiker
- Shmuel Friedland (* 1944), israelischer Mathematiker
- Grigori Lutschanski (* 1945), Großunternehmer
- Behzod Yoʻldoshev (1945–2024), Physiker
- Igor Valetov (* 1946), Degenfechter
- Rustem Kasakow (* 1947), sowjetischer Ringer, Olympiasieger 1972
- Wiktor Pawlowitsch Machorin (1948–1993), sowjetischer Handballspieler
- Sarema Nagajewa (* 1949), Architektin, Stadtplanerin und Hochschullehrerin
- Salim Abduvaliyev (* 1950), Geschäftsmann und Filmproduzent
- Stanislaw Mitin (1950–2023), russischer Film- und Theaterregisseur sowie ein Drehbuchautor

### 1951–1960
- Jelena Antonowa (* 1952), sowjetische Ruderin
- Mark Weil (1952–2007), sowjetischer und usbekischer Theaterregisseur und Theaterleiter
- Ella Pamfilowa (* 1953), russische Politikerin
- Dina Rubina (* 1953), russisch-israelische Schriftstellerin
- Mikhail Rudy (* 1953), französischer Pianist
- Georgi Agsamow (1954–1986), sowjetischer Schachmeister
- Vassilis Hatzipanagis (* 1954), sowjetisch-griechischer Fußballspieler
- Sodiq Safoyev (* 1954), Politiker
- Witali Saweljew (* 1954), russischer Geschäftsmann und Politiker
- Mansur Toshmatov (* 1954), usbekisch-sowjetischer Pop-Jazzsänger
- Lew Lewiew (* 1956), israelischer Industrieller
- Elena Kats-Chernin (* 1957), usbekisch-australische Komponistin
- Yefim Bronfman (* 1958), US-amerikanisch-israelischer Pianist
- Alexander Charlow (* 1958), sowjetischer Hürdenläufer
- Rustam Usmonov (* 1958), Billardspieler
- Vera Akimova (1959–2009), Hürdenläuferin
- Alik Sakharov (* 1959), US-amerikanischer Kameramann und Filmregisseur
- Erkin Schagajew (* 1959), Wasserballspieler
- Sergei Beljajew (1960–2020), kasachischer Sportschütze

### 1961–1970
- Abdulla Oripov (* 1961), usbekischer Politiker
- Alexander Graf (* 1962), deutscher Schachgroßmeister
- Fliura Bulatowa (* 1963), sowjetische und italienische Tischtennisspielerin
- Sergej Sabolotnow (* 1963), Schwimmer
- Boris Nadeschdin (* 1963), Physiker, Jurist und Politiker
- Dmitri Yanov-Yanovski (* 1963), Komponist
- Dschamolidin Abduschaparow (* 1964), Radrennfahrer
- Andrei Schegalow (1964–2007), russischer Kameramann
- Durbek Amanov (* 1965), Mediziner und Diplomat
- Radion Gataullin (* 1965), russischer Leichtathlet tatarischer Herkunft
- Anna Malikova (* 1965), Konzertpianistin
- Svetlana Munkova (* 1965), Hochspringerin
- Marina Schmonina (* 1965), russische Sprinterin
- Ruslan Medzhitov (* 1966), Immunologe
- Viktor Rijenkov (* 1966), Stabhochspringer
- Wiktor Saizew (* 1966), Speerwerfer
- Wassilissa Sementschuk (* 1966), sowjetische Freestyle-Skierin
- Alexei Awdejew (* 1967), russischer Militärführer
- Artur Grigorian (* 1967), usbekischer Boxer armenischer Herkunft (Weltmeister von 1996 bis 2004)
- Lina Tscherjasowa (1968–2019), Freestyle-Skierin
- Grigory Serper (* 1969), US-amerikanischer Schachspieler und -trainer usbekischer Herkunft
- Alexei Sultanow (1969–2005), Pianist
- Natalia Ushakova (* 1969), russisch-österreichische Opernsängerin
- Nazokat Qosimova (* 1969), usbekische Politologin und Professorin
- Mirjalol Qosimov (* 1970), Fußballspieler und Nationaltrainer

### 1971–1980
- Oleg Ogorodov (* 1972), Tennisspieler
- Sulfija Sabirowa (* 1973), russisch-usbekisch-kasachische Radsportlerin
- Michael Kolganov (* 1974), israelischer Kanute
- Adhamjon Achilov (* 1976), Ringer
- Jafar Irismetov (* 1976), Fußballspieler
- DJ Piligrim, bürgerlich: Ilchom Jultschijew (* 1976), Musiker
- Goʻzal Xubbiyeva (* 1976), Sprinterin
- Ravshan Irmatov (* 1977), Fußballreferee
- Evgenia Rubinova (* 1977), deutsche Pianistin
- Olga Shukina (* 1977), Leichtathletin
- Sergei Alexandrow (* 1978), kasachischer Eishockeyspieler
- Liliya Biktyakova (* 1978), Tennisspielerin
- Lola Karimova (* 1978), usbekische Politikerin, Diplomatin und Unternehmerin
- Natalya Nikitina-Helvey (* 1978), Tennisspielerin
- Jelena Pawlowa (* 1978), kasachische Volleyballspielerin
- Rayhon (* 1978), Pop-Sängerin und Filmschauspielerin
- Rustam Saidov (* 1978), Amateurboxer
- Maxim Schazkich (* 1978), Fußballspieler
- Zamira Amirova (* 1979), Leichtathletin
- Rustam Kasimjanov (* 1979), Schachgroßmeister
- Inna Suslina (* 1979), russische Handballspielerin
- Rawschana Kurkowa (* 1980), russisch-usbekische Theater- und Filmschauspielerin
- Dmitri Maruschtschak (* 1980), russischer Freestyle-Skier

### 1981–1990

#### 1981
- Alexander Alexejew (* 1981), russischer Boxer
- Anastasiya Juravlyeva (* 1981), Leichtathletin
- Roman Kilun (* 1981), US-amerikanischer Radrennfahrer
- Peter Odemwingie (* 1981), russisch-nigerianischer Fußballspieler
- Yana Vaynzof (* 1981), israelische Physikerin und Elektroingenieurin

#### 1982
- Lola Astanova (* 1982), russische Pianistin
- Luiza Biktyakova (* 1982), Tennisspielerin
- Wilhelm Gratschow (* 1982), deutscher Amateurboxer
- Iroda Toʻlaganova (* 1982), Tennisspielerin
- Yekaterina Xilko (* 1982), Trampolinturnerin

#### 1983
- Leonid Andreyev (* 1983), Leichtathlet
- Kamila Dadaxoʻjayeva (* 1983), Tennisspielerin+
- Sergei Grigorjanz (* 1983), russischer Schachgroßmeister
- Alina Kabajewa (* 1983), russische Sportlerin und Olympiasiegerin in der Rhythmischen Sportgymnastik bei den Olympischen Sommerspielen 2004
- Dilshod Mansurov (* 1983), Ringer

#### 1984
- Jewgeni Brailowski (* 1984), russischer Freestyle-Skier
- Murod Inoyatov (* 1984), Tennisspieler
- Elena Köpke (* 1984), deutsche Schachspielerin
- Wladimir Lebedew (* 1984), russischer Freestyle-Skier
- Oqgul Omonmurodova (* 1984), Tennisspielerin
- Sogdiana, eigtl. Oksana Wladimirowna Netschitajlo (* 1984), usbekisch-russische Sängerin und Schauspielerin

#### 1985
- Anzur Ismailov (* 1985), Fußballspieler
- Jekaterina Korbut (* 1985), russische Schachspielerin
- Natalya Mamatova (* 1985), Taekwondoin
- Anna Sukal (* 1985), russische Freestyle-Skierin

#### 1986
- Araik Ambartsumow (* 1986), russischer Boxer
- Larisa Bekmetova (* 1986), Tennisspielerin
- Marat Bikmayev (* 1986), usbekischer Fußballspieler tatarischer Herkunft
- Farrux Doʻstov (* 1986), Tennisspieler
- Anton Filippov (* 1986), Schachspieler
- Ivanna Isroilova (* 1986), russisch-usbekische Tennisspielerin
- Varvara Lepchenko (* 1986), US-amerikanische Tennisspielerin
- Yuliya Tarasova (* 1986), Leichtathletin
- Sanjar Tursunov (* 1986), russisch-usbekischer Fußballspieler

#### 1987
- Elina Arutyunova (* 1987), Tennisspielerin
- Lena Belkina (* 1987), ukrainische Opern-, Konzert- und Liedsängerin
- Vitaliy Denisov (* 1987), usbekischer Fußballspieler russischer Abstammung
- Nadiya Dusanova (* 1987), Hochspringerin
- Anton Kokorin (* 1987), russischer Leichtathlet
- Evgeni Prasolov (* 1987), Handballspieler usbekischer Herkunft
- Svetlana Radzivil (* 1987), Leichtathletin
- Milana Vayntrub (* 1987), usbekisch-amerikanische Schauspielerin, Komikerin, Autorin und Produzentin
- Alisa Yoffe (* 1987), Künstlerin

#### 1988
- Timur Gareyev (* 1988), usbekisch-US-amerikanischer Schachspieler
- Gleb Sakharov (* 1988), usbekisch-französischer Tennisspieler
- Ivan Zaysev (* 1988), Speerwerfer

#### 1989
- Dmitri Kim (* 1989), Taekwondoin
- Alexander Petrowski (* 1989), russischer Bahnradfahrer
- Evgeni Pevnov (* 1989), deutscher Handballspieler
- Dilshod Rakhmatullaev (* 1989), Fußballspieler

#### 1990
- Behzod Abduraimov (* 1990), Pianist
- Valentina Kibalnikova (* 1990), Hürdenläuferin
- Nafisa Mo‘minova (* 1990), Schachspielerin
- Madina Mumtoz (* 1990), Schauspielerin und Sängerin
- Dilyara Saidxoʻjayeva (* 1990), Tennisspielerin
- Rita Volk (* 1990), US-amerikanische Schauspielerin und Model

### 1991–2000
- Akbar Ismatullayev (* 1991), Fußballspieler
- Darya Reznichenko (* 1991), Weitspringerin
- Rustam Toʻlaganov (* 1991), Boxer
- Luiza Galiulina (* 1992), Kunstturnerin
- Valeriya Kanatova (* 1992), Dreispringerin
- Aleksandra Kolesnichenko (* 1992), Tennisspielerin
- Timur Safin (* 1992), russischer Florettfechter
- Anastasiya Svechnikova (* 1992), Speerwerferin
- Yekaterina Voronina (* 1992), Siebenkämpferin
- Albina Xabibulina (* 1992), Tennisspielerin
- Igor Sergeyev (* 1993), Fußballspieler
- Mikhail Volinkin (* 1994), Bodybuilder
- Nigina Abduraimova (* 1994), Tennisspielerin
- Sanjar Fayziyev (* 1994), Tennisspieler
- Sabina Sharipova (* 1994), Tennisspielerin
- Timur Chabibulin (* 1995), usbekisch-kasachischer Tennisspieler tatarischer Herkunft
- Wiktorija Kan (* 1995), russische Tennisspielerin
- Zabikhillo Urinboev (* 1995), Fußballspieler
- Jamshid Boltaboyev (* 1996), Fußballspieler
- Arina Folts (* 1997), Tennisspielerin
- Lianna Narbekova (* 1997), Fußballspielerin
- Joʻrabek Karimov (* 1998), Tennisspieler
- Akbar Joʻrayev (* 1999), Gewichtheber

## 21. Jahrhundert
- Hojimat Erkinov (* 2001), Fußballspieler
- Sergey Fomin (* 2001), Tennisspieler
- Arthur Kaliyev (* 2001), US-amerikanisch-usbekischer Eishockeyspieler
- Feruza Sadikova (* 2002), Taekwondoin
- Nodirbek Yoqubboyev (* 2002), Schachspieler
- Abduqodir Xusanov (* 2004), Fußballspieler
- Nodirbek Abdusattorov (* 2004), Schachspieler, Schnellschach-Weltmeister 2021
- Javohir Sindarov (* 2005), Schachspieler

## Geburtsjahr nicht bekannt
- Abbos Kosimov, Perkussionist und Musikpädagoge